# Stablefordtelling
De stablefordtelling is een term uit de golfsport en duidt een variant van de spelvorm strokeplay aan. De telling is vernoemd naar de bedenker, de Britse golfer en chirurg Frank Stableford (1870/'71-1959).

## Amateurs
Deze wedstrijdvorm is vooral voor beginnende golfers aan te raden omdat het de snelheid van spelen in de baan hoog houdt. Bij deze spelvorm moet de bal worden opgepakt als er niet meer gescoord kan worden. Het aantal slagen waarbij niet meer gescoord kan worden is afhankelijk van de handicap van de speler.
Hoe gaat dit nu in zijn werk? Als een golfer naar een golfclub gaat om een partij te spelen moet ter plaatse de exacte handicap omgerekend worden naar een playing handicap die van toepassing is op die specifieke baan. Dit omrekenen vindt plaats met behulp van de omrekentabel die op de golfclub aanwezig is. In deze tabel wordt rekening gehouden met de course rating en de slope rating van de golfbaan waarin de feitelijke moeilijkheidsgraad is vastgelegd.
Voor de stablefordtelling moet de verkregen playing handicap verdeeld worden over de 18 holes die gespeeld gaan worden. De punten  worden toegewezen aan holes in volgorde van moeilijkheid. De moeilijkste holes hebben de laagste stroke-index. Een playing handicap van 20 betekent dat iedere hole een extra slag bij de par mag worden opgeteld. De twee moeilijkste holes met stroke-index 1 en 2 krijgen daarbovenop nog een extra slag erbij. De par plus het aantal slagen wat door de playing handicap wordt toegekend aan een hole, wordt de persoonlijke par genoemd.
De stablefordtelling kent de golfer, die evenveel slagen nodig heeft om het balletje in de hole te krijgen als zijn persoonlijke par voorschrijft, twee punten toe. Voor elke slag die de golfer minder nodig heeft, wordt een extra stablefordpunt verdiend. Dit betekent ook dat als er een slag meer gespeeld wordt dan de persoonlijke par, de speler slechts 1 stablefordpunt verdient. Als twee extra slagen of meer boven de persoonlijke par nodig zijn voor een hole, kunnen er geen stablefordpunten meer verdiend worden.
Het stablefordsysteem zorgt voor snelheid op de baan omdat de bal kan opgenomen worden als er niet meer gescoord kan worden. Dit gebeurt als de speler na twee slagen boven zijn persoonlijke par er nog niet in geslaagd is het balletje in de hole te laten verdwijnen.
Een speler die in 18 holes 36 punten heeft behaald, wordt geacht zijn handicap gespeeld te hebben. De winnaar van een toernooi zal dus meestal meer dan 36 punten behaald hebben.

## Professionals
Professionals hebben geen handicap. Zij gebruiken weleens een andere vorm van stableford, de 'modified stableford', waarbij 8 punten worden gegeven voor een albatros, 5 voor een eagle, 2 voor een birdie en geen voor een par. Voor een bogey wordt een punt afgetrokken, als de score slechter is worden 3 punten afgetrokken. Zo won Christiaan Basson in 2012 het Royal Swazi Sun Open met 50 punten. Ook het ANZ Kampioenschap (2002-2004) en The International (1986-2006) werden met het modified-stablefordsysteem berekend. Een nadeel van dit systeem is dat de speler die veel pars en een enkele birdie maakt, weinig punten verzamelt, terwijl de speler met een aantal birdies en mogelijk een eagle, maar ook een serie bogeys, beter scoort, terwijl beide spelers met een gewone score misschien gelijk op -3 zouden staan.

## Frank Stableford
Frank Stableford bedacht zijn puntentelling uit frustratie over het destijds gangbare puntensysteem waarbij spelers soms voortijdig moesten opgeven. De eerste officiële wedstrijd waarin zijn puntentelling werd gebruikt, vond plaats op 16 mei 1932 op de Wallasey Golf Club.
Stableford zelf werd op 16 april 1959 dood aangetroffen in de werkkamer van zijn woning in Wallasey. Zijn lichaam vertoonde schotwonden veroorzaakt door een vuurwapen dat vlakbij hem lag. De lijkschouwer concludeerde dat het om zelfmoord ging.